# Epixiphium wislizenii
Epixiphium wislizenii är en grobladsväxtart som först beskrevs av Asa Gray, och fick sitt nu gällande namn av Philip Alexander Munz. Epixiphium wislizenii ingår i släktet Epixiphium och familjen grobladsväxter. Inga underarter finns listade i Catalogue of Life.